# Manuel Marrero Cruz
Manuel Marrero Cruz (Holguín, 1963. július 11. –) kubai politikus, 2019. december 22. óta az ország miniszterelnöke.